# Eclipsea
Eclipsea là một chi bướm đêm thuộc họ Erebidae.